# Kevin McGarrity

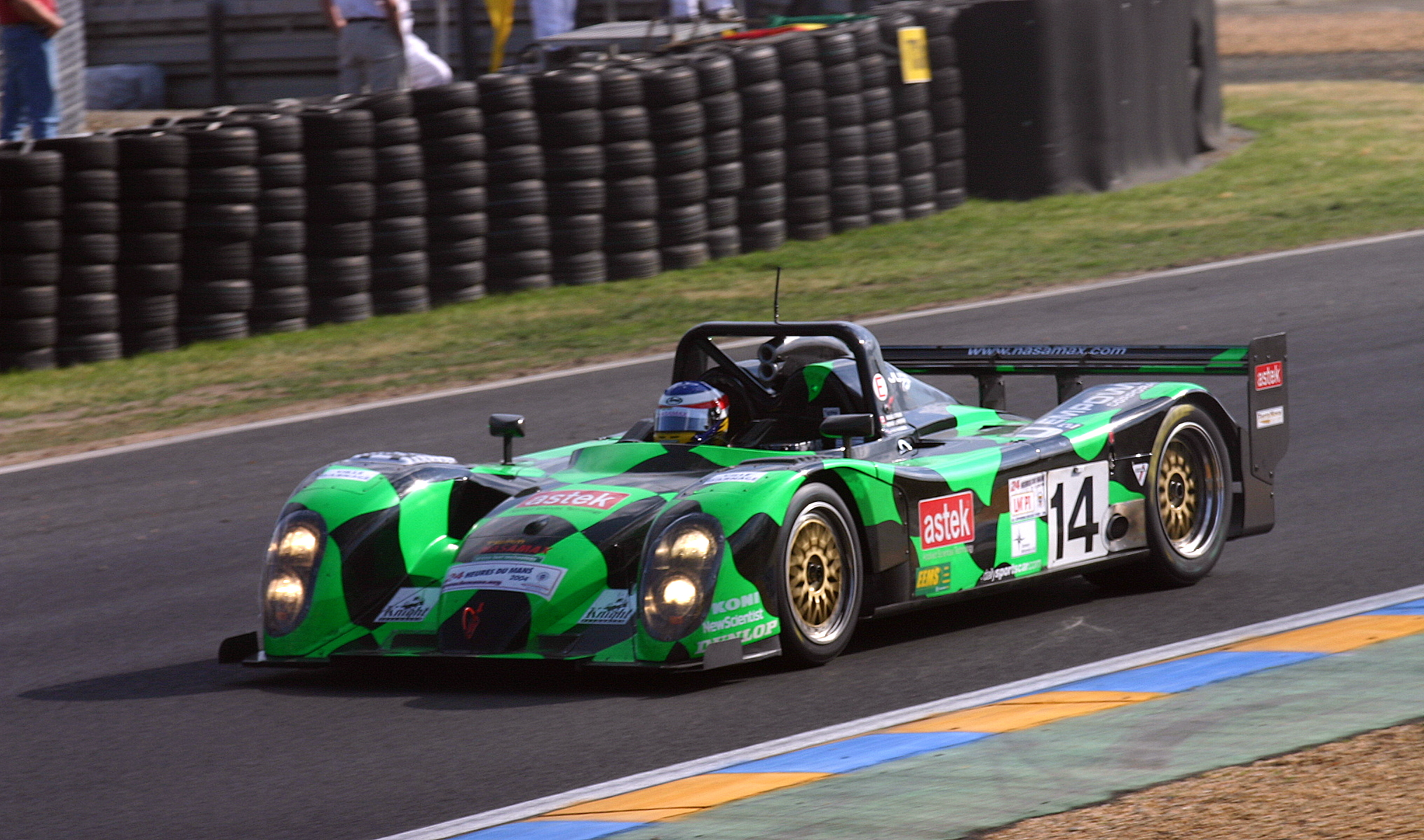
Der Nasamax DM139 von Kevin McGarrity, Werner Lupberger und Robbie Stirling beim 24-Stunden-Rennen von Le Mans 2004

Kevin McGarrity (* 3. August 1973 in Belfast, Nordirland) ist ein ehemaliger britischer Autorennfahrer.

## Karriere
Kevin McGarrity begann seine Karriere in der Formel Ford. 1995 wurde er Gesamtzweiter in der britischen Meisterschaft und siegte am Ende der Saison beim Formel-Ford-Festival in Brands Hatch. Über die Formel Opel und die britische Formel-3-Meisterschaft kam er 1998 in die Formel 3000. Seine beste Platzierung in drei Saisonen in dieser Rennformel war der zweite Rang beim Rennen in Imola 1999.
2001 wechselte er zu den Sportwagen und wurde Werksfahrer bei MG. Für das britische Sportwagenteam ging er 2001 und 2002 beim 24-Stunden-Rennen von Le Mans an den Start. Beide Male fiel er mit dem MG-Lola EX257 nach technischen Defekten aus. 2002 lag er mit dem leichten LMP675-Rennwagen sogar kurzzeitig in Führung. Nach einem weiteren Auftritt in Le Mans 2004 und einigen Starts in der Le Mans Series 2006 trat er Ende dieses Jahres vom Rennsport zurück.

## Statistik

### Le-Mans-Ergebnisse
| Jahr | Team                    | Fahrzeug      | Teamkollege     | Teamkollege      | Platzierung | Ausfallgrund |
| ---- | ----------------------- | ------------- | --------------- | ---------------- | ----------- | ------------ |
| 2001 | MG Sports & Racing Ltd. | MG-Lola EX257 | Mark Blundell   | Julian Bailey    | Ausfall     | Ölleck       |
| 2002 | MG Sports & Racing Ltd. | MG-Lola EX257 | Mark Blundell   | Julian Bailey    | Ausfall     | Defekt       |
| 2004 | Team Nasamax            | Nasamax DM139 | Robbie Stirling | Werner Lupberger | Rang 17     |              |

### Sebring-Ergebnisse
| Jahr | Team              | Fahrzeug              | Teamkollege       | Platzierung | Ausfallgrund |
| ---- | ----------------- | --------------------- | ----------------- | ----------- | ------------ |
| 2003 | Risi Competizione | Ferrari 360 Modena GT | Marino Franchitti | Ausfall     | Unfall       |